# Следуя за флотом
«Следуя за флотом» (англ. Follow the Fleet) — американская комедия с музыкой Ирвинга Берлина, один из десяти фильмов с участием актёрского дуэта Фред Астер—Джинджер Роджерс. Фильм вышел в прокат в 1936 году.
Слоган фильма: «In the Super-Dreadnought of Musical Shows»

## Сюжет
После долгого плавания эскадра военных кораблей встаёт на якорь в порту Сан-Франциско. Моряки, давно не ощущавшие твёрдую землю под ногами, получают увольнительные на берег. Среди тех кто вышел в город два весёлых парня — «Бэйк» Бэйкер и Билдж Смит. Их главное желание на этот вечер — познакомиться с хорошими девушками и так провести время, чтобы было о чём вспомнить в следующем плавании.
В первую очередь они вместе с товарищами отправляются в танцевальный клуб под названием «Парадиз», в котором Бэйк неожиданно встречает девушку, с которой когда-то дуэтом исполнял эстрадные номера — пел и танцевал, а два года назад сделал ей предложение руки и сердца, но получил отказ. Шерри Мартин и сейчас работает певичкой. Пока Бэйк и Шерри снова мирятся, Билл знакомится с сестрой Шерри Конни.
Вроде бы всё говорит за то, что счастливое будущее молодым людям обеспечено, но на самом деле судьба готовим морякам и их подругам серьёзные испытания.

## Создатели фильма
Режиссёр: Марк Сэндрич.
В ролях:
- Фред Астер — «Бэйк» Бэйкер
- Джинджер Роджерс — Шерри Мартин
- Рэндольф Скотт — Билдж Смит
- Харриет Хилльярд — Конни Мартин
- Астрид Эллвин — миссис Ирис Мэннинг
- Бетти Грейбл — Трайо Сингер
- Гарри Бересфорд — капитан Хикки
- Расселл Хикс — Джим Нолан
- Брукс Бенедикт — Дэвид Салливан
- Рэй Майер — Допи Уильямс
- Лестер Дорр — моряк (в титрах не указан)

Авторы сценария: Дуайт Тейлор и Аллан Скотт. По пьесе Хьюберта Осборна «Увольнительная на берег».
Композитор: Ирвинг Берлин.
Оператор: Дэвид Абель.